# Carl Friedrich von Wendt
Carl Friedrich Freiherr von Wendt (* 18. Oktober 1748 in Papenhausen, Grafschaft Lippe; † 21. Januar 1825 in Hildesheim, beigesetzt am nördlichen Kreuzgang des Doms) war ein Palastbischof von Kassel im Königreich Westphalen zwischen 1808 und 1813. Nachdem Hildesheim ab 1807 zum Königreich Westphalen gehört hatte, ernannte ihn König Jérôme Bonaparte zum Palastbischof von Kassel.

## Leben
Carl Friedrich von Wendt war einer von zwei Söhnen von Carl Joseph Friedrich von Wendt zu Wiedenbrück und Papenhausen, Lippischer Landdrost und Landrat von Varenholz, und seiner Gattin Henriette Dorothea von Eberstein zu Groß-Leinungen.
Carl Friedrich war Page und Kammerjunker bei dem Paderborner Fürstbischof Wilhelm Anton von der Asseburg im Schloss Neuhaus. Vom 14. November 1770 bis 1. Februar 1772 studierte er Rechtswissenschaften in Reims. 1773 wurde er Kapitular, im November 1776 Dechant.
Am 8. April 1777 wurde von Wendt im Schloss Neuhaus zum Priester geweiht. 1782 wurde er zum Archidiakon, 1784 zum Weihbischof in Hildesheim ernannt und am 10. Oktober 1784 konsekriert. Am 25. Juni 1784 wurde er zum Weihbischof im Titularbistum Basilinopolis ernannt.
1789 wurde er Generalvikar und Offizial für die Diözese Hildesheim. Am 14. März 1792 wurde er Dompropst (Propst des Hildesheimer Heilig-Kreuz-Stiftes). Von 1807 bis 1813 war Wendt Palastbischof in Kassel. Am 12. Dezember 1816 wurde er zum Delegat ernannt und am 2. Mai 1818 Apostolischer Vikar.